# Widex
Widex A/S — датская компания, занимающаяся разработкой и производством цифровых слуховых аппаратов.

## История
Компания бала создана в 1956 году двумя предпринимателями — Кристианом Топхольмом (Christian Topholm) и Эриком Вестерманном (Erik Westermann). Кристиан отвечал за производство слуховых аппаратов и инвестиции; Эрик курировал вопросы маркетинга, продаж и финансов. 
Первое производство размещалось в подвальном помещении, которое принадлежало Кристиану, и было площадью 60 м².
После того, как были рассмотрены несколько названий компании и бренда слуховых аппаратов, бизнесмены остановились на Widex. Оно не имело особого значения, но его можно было с легкостью выговорить на многих языках.
1956 — развивает сеть своих дистрибьюторов в Великобритании, Германии, Франции и Бельгии, Швеции, Финляндии и Норвегии. Усовершенствование аппарата Widex 561 позволило получить крупный заказ от датского Национального слухового центра на 500 единиц слуховых аппаратов и арендовать помещение для производства в 500 м².
1960 — рост продаж, что позволило расширить производство до 1000 м².
1966 — переезд в новый офис площадью 4000 м² в Ваерлоезе (Vaerloese). В конце 60-х Widex строит два дополнительных производственных подразделения в Дании и Бельгии. 
Декабрь 1983 — компания стала инициатором основания Ассоциации Европейских Изготовителей Слуховых Аппаратов (EHIMA — the European Hearing Instrument Manufacturer’s Association ), представители 12 европейских производителей избрали Эрика Вестерманна президентом организации на первый двухлетний срок. Ещё раз он был избран президентом в 1990-92 гг.
В 1985 году премьер-министр Дании вручил Эрику Вестерманну датскую престижную награду ID PRIZE в области промышленного дизайна за слуховой аппарат Audilens. 
1993 — к руководству компании пришла вторая генерация семей Топхолмов и Вестерманнов.
Ноябрь 2009 — награждена престижной датской премией «Датский предприниматель года» (Danish Enterpreneur of the Year 2009) в номинации за наиболее успешный динамично развивающийся датский бизнес заграницей.
Май 2010 — переехала в новую штаб-квартиру в пригороде Копенгагена. Новый адрес штаб-квартиры: Widex A/S, Nymoellevey 6, 3540 Lynge, Дания. Компания получила разрешение и построила собственную ветряную электростанцию и геотермальную систему, в которой грунтовая вода используется как термостат. На внешней стороне строения расположили солнечные батареи, был организован сбор дождевой воды с крыш.
На 2010 год Widex насчитывает около 2400 сотрудников, 900 из которых работают в Дании. Производство слуховых аппаратов размещено в Дании Бельгии, которые экспортируются более чем в 90 стран мира. 

## Продукция
- Widex 561 (1956) — первый слуховой аппарат компании
- Widex Minarett (1960) — первый заушный слуховой аппарат компании
- Widex Minarett серия А (1972) — заушные слуховые аппараты с гибкой системой настройки под индивидуальные особенности слуха
- Audilens (1983) — первый внутриушной аппарат компании
- Quatro (1988) — аппараты с четырьмя программами прослушивания с различной обработкой звука и подавления шумов. Аппараты управлялись пультом дистанционного управления. Обработка звука была аналоговой, но настройка аппаратов выполнялось цифровым способом.
- Senso (1995) — первый реально существующий цифровой слуховой аппарат. Был представлен на немецком конгрессе Hörgeräte-Akustiker Congress. За первых 6 месяцев было продано 100 000 экземпляров.
- Senso CIC (1997) — цифровой внутриканальный слуховой аппарат. В 1998 году был награждён золотой медалью «Американской Промышленной Дизайнерской премии отличия» (IDEA 98).
- CAMISHA (2001) — технология 3D сканирования ушных слепков, компьютерного изготовления вкладышей и корпусов внутриушных аппаратов (была запатентована ранее).
- Widex Inteo (2005) — флагман нового поколения цифровых слуховых аппаратов с интегрированной обработкой сигнала с 15 каналами обработки звука